# Aristolochia bilabiata
Aristolochia bilabiata är en piprankeväxtart som beskrevs av Carl von Linné. Aristolochia bilabiata ingår i släktet piprankor, och familjen piprankeväxter. Inga underarter finns listade i Catalogue of Life.